# Dinitrogentrioxid
Dinitrogentrioxid (N2O3) er en kemisk forbindelse af kvælstof og oxygen.
| Kemi | Spire Denne artikel om kemi er en spire som bør udbygges. Du er velkommen til at hjælpe Wikipedia ved at udvide den. |

|  | Infoboks uden skabelon Denne artikel har en infoboks dannet af en tabel eller tilsvarende. |